# Kalborn-Moulin
Kalborn-Moulin, Moulin de Kalborn (lb. Kaalber Millen; niem. Kalborner Mühle, Kalbornmühle) – mała miejscowość (lieu-dit) w północnym Luksemburgu, w kantonie Clervaux, w gminie Clervaux. Do 3 października 2015 miejscowość leżała w dystrykcie Diekirch, a do 5 grudnia 2011 należała do gminy Heinerscheid.